# Estació de Son Fuster
L'estació de Son Fuster és un baixador de tren de Serveis Ferroviaris de Mallorca. Fou inaugurada el maig de 2003. Ambdós accessos tenen un accés per a cada una de les andanes, laterals, interconnectades amb escales i un pont. Entre 2013 i 2022 va formar part de l'extinta línia M2 del Metro de Palma, encara que durant els dissabtes, diumenges i festius les línies T2 i T3 de Serveis Ferroviaris de Mallorca hi paraven en no haver servei de metro, i va tornar a formar part únicament del servei de rodalies en tancar la línia.
| Procedència/Destinació               | <                       | Línia            | >             | Procedència/Destinació |
| ------------------------------------ | ----------------------- | ---------------- | ------------- | ---------------------- |
| Serveis Ferroviaris de Mallorca      |                         |                  |               |                        |
| Estació Intermodal - Plaça d'Espanya | Son Costa - Son Fortesa | Palma - sa Pobla | Verge de Lluc | sa Pobla               |
| Estació Intermodal - Plaça d'Espanya | Son Costa - Son Fortesa | Palma-Inca       | Verge de Lluc | Inca                   |